# Rune Thorén
Karl Gunnar Rune Thorén, född 26 september 1934 i Västra Tollstads församling i Östergötlands län, död 26 november 2013 i Torslanda-Björlanda församling i Göteborg, var en svensk centerpartistisk politiker, som mellan 1985 och 1994 var riksdagsledamot för Göteborgs kommuns valkrets med plats nr 208.

## Biografi
Rune Thorén var son till lantbrukare Frans Thorén och Gerda Thorén, född Svensson.
Efter studier vid folkhögskola, handelsskola och lantmannaskola gick Thorén på jordbrukets föreningsskola 1952–1957. Han tog socionomexamen 1964. Yrkesmässigt var han 1952–1954 lantarbetare, ombudsman för SLU-distrikt i Jönköping 1957–1960, kamrersassistent i Torslanda landskommun 1964–1967, förvaltningschef i Styrsö kommun1969–1974 samt utredningssekreterare i Göteborgs kommun 1967–1969 och från 1974. Han var styrelseledamot i länsstyrelsen i Göteborgs och Bohus län 1977–1985, ledamot av delegationen angående sysselsättningsproblemen i Göteborgsregionen 1977–1981 samt sjömansskattenämnden 1981–1985. Thorén var ordförande i Göteborgs SSR-avdelning 1970–1971 och ledamot av SSR:s förbundsstyrelse 1970–1972, ordförande i Göteborgscentern 1966–1971, ledamot av centerns kommunala sektion från 1977. Han var suppleant i partistyrelsen från 1968, medlem av kommunfullmäktig i Göteborg 1971–1985, ledamot av kommunstyrelsen 1971–1985, ledamot av Göteborgsregionens förbundsfullmäktige 1974–1985 och ordförande i förbundsstyrelsen 1974–1985. Thorén var ordförande i Göteborgsregionens Lokaltrafik AB från 1983 samt styrelseledamot av Göteborgs och Bohusläns Trafik AB från 1983. Rune Thorén satt i Torslanda SDN för centern tills 1998.